# 塔崖驿乡
塔崖驿乡，是中华人民共和国河北省保定市涞源县下辖的一个乡镇级行政单位。

## 行政区划
塔崖驿乡下辖以下地区：
塔崖驿村、榆树台村、二道河村、板铺庄村、西杏花村、大东沟村、北铺村、黄岩头村、东杏花村和卜荷村。